# SK Tallinna Sport
El SK Tallinna Sport fue un equipo de fútbol de Estonia que alguna vez jugó en la Liga Soviética de Estonia, la máxima categoría de fútbol en el país.

## Historia
Fue fundado en el año 1912 en la capital Tallinn como un club deportivo que también contaba con una sección de Bandy, y fue uno de los equipos fundadores del primer campeonato de fútbol en la República de Estonia, donde se convirtió en el primer campeón en la temporada de 1921, convirtiéndose en el club más fuerte durante el periodo de república.
Posteriormente el equipo no tuvo mucho éxito, desde la ocupación de la Unión Soviética hasta el periodo de independencia, no volvió a ganar títulos, donde incluso en la temporada 2008 estuvo en la cuarta división de Estonia, en donde jugó hasta la temporada 2007 y desapareció un año después.

## Palmarés
- Estonian Championship: 9

1921, 1922, 1924, 1925, 1927, 1929, 1931, 1932, 1933
- Estonian Cup: 1

1938
- III liiga Põhi: 1

2007

## Jugadores

### Jugadores destacados
| - Valery Karpin - Mart Poom - Oleg Andrejev - Marek Lemsalu - Ott Mõtsnik | - Tiit Kõmper - Martin Reim - Marko Kristal - Urmas Hepner - Urmas Kalljend | - Hans Näks - Aleksandr Žurkin - Konstantin Ivanov - Vasiliy Zhupikov |